# Friedrich-Wilhelm Junge

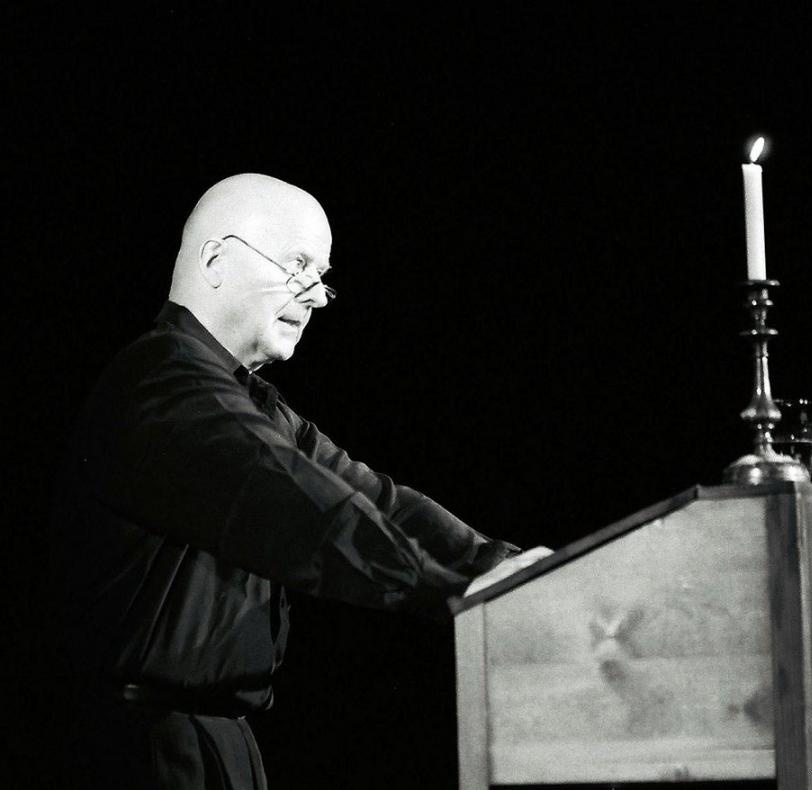
Friedrich-Wilhelm Junge auf dem Theaterkahn (2007)

Friedrich-Wilhelm Junge (* 15. Juli 1938 in Schwerin; † 20. Februar 2025 in Dresden) war ein deutscher Schauspieler. Er war der Gründer des Theaters Dresdner Brettl (Theaterkahn).

## Leben
Junge studierte nach dem Abitur an der Goethe-Oberschule in Schwerin von 1957 bis 1960 an der Theaterhochschule „Hans Otto“ Leipzig.
1960 erhielt er ein Engagement am Theater Rudolstadt und ab 1962 am Theater Plauen im Vogtland. Von 1966 bis 1988 war Junge festes Ensemblemitglied am Staatsschauspiel Dresden. Nach Gastengagements an der Volksbühne Berlin und am Bayerischen Staatsschauspiel München zwischen 1985 und 1987 gründete er 1988 das Dresdner Brettl, eine selbstständige Einrichtung des Staatsschauspiels Dresden, die 1994 auf den Theaterkahn zog. Er war Künstlerischer Leiter des Brettl bis 2005.
Neben seinen Theaterrollen hat Junge Cabaret-, Chanson- und Literaturprogramme auf die Bühne gebracht. Darüber hinaus trat er einige Male im Fernsehen auf und war in DEFA-Filmen zu sehen, darunter 1979 in Addio, piccola mia und 1984 im Märchenfilm Die vertauschte Königin.
Im Jahr 1989 war Junge Gründungsmitglied des Neuen Sächsischen Kunstvereins und 1997 des Förderkreises zum Wiederaufbau der Dresdner Synagoge. Er war ordentliches Mitglied der Klasse Darstellende Kunst & Film der Sächsischen Akademie der Künste. Darüber hinaus war Junge viele Jahre Mitglied des Kultursenats der Kulturstiftung des Freistaats Sachsen.
Junge war verheiratet und lebte in Radebeul-Oberlößnitz. Er starb am 20. Februar 2025 im Alter von 86 Jahren nach kurzer, schwerer Krankheit in Dresden.

## Auszeichnungen
Junge wurde 1995 das Bundesverdienstkreuz am Bande verliehen. Im Jahr 1999 erhielt er den Kunstpreis der Landeshauptstadt Dresden, 2003 den Kunstpreis der Großen Kreisstadt Radebeul.

## Theater
- 1970: Seán O’Casey: Ein Freudenfeuer für den Bischof (Maurer Rankin) – Regie: Hans Dieter Mäde (Staatstheater Dresden)
- 1971: William Shakespeare: Othello (Roderigo) (Staatstheater Dresden)
- 1987: Michail Bulgakow: Der Meister und Margarita (Magier Voland) – Regie: Siegfried Höchst (Volksbühne Berlin)

## Filmografie
- 1959: SAS 181 antwortet nicht
- 1959: Verwirrung der Liebe
- 1962: Menschen und Tiere
- 1968: Der Geizige
- 1968: Der Mensch neben dir
- 1969: Nebelnacht
- 1971: Salut Germain (Fernsehserie, 1 Folge)
- 1972: Die große Reise der Agathe Schweigert
- 1974: Städte und Jahre
- 1978: Volpone
- 1979: Addio, piccola mia
- 1979: Büchner
- 1983: Die vertauschte Königin
- 1984: Die kluge Bauerntochter
- 1994: Beckmann und Markowski (Fernsehserie, 1 Folge)
- 1998: Tatort: Money! Money! (Fernsehreihe)
- 1999: Die Braut
- 2000: Ariadne auf Naxos

## Hörspiele
- 1967: Maxim Gorki: Feinde (Rjabzow) – Regie: Hans Dieter Mäde (Theater – Litera)
- 1987: Reinhard Griebner: Ich gehöre aber einer anderen Richtung an (Beamter) – Regie: Fritz Göhler (Hörspiel – Rundfunk der DDR)
- 1990: Paul Hengge: Ein Pflichtmandat – Regie: Robert Matejka (Hörspiel – RIAS Berlin)

## Schriften
- Dresdner Brettl – erfolgreicher Stapellauf eines Theaterkahns. In: Unternehmertum und Führungsverhalten im Kulturbereich. Hrsg. Elmar D. Konrad. Waxmann, Münster 2006.